# Krajnik
Krajnik je priimek več znanih Slovencev:
- Boris Krajnik, violist
- Dušan Krajnik (*1960), ekonomist in politik
- Ivan Krajnik (1857—1929), učitelj in kartograf
- Josip Krajnik (1902—?), arhitekt (Gradec)
- Katja Krajnik (por. Kralj) (*1973), violinistka
- Marija Krajnik (*1942), pesnica in pisateljica
- Milan Krajnik (*1937), gospodarstvenik
- Nina Krajnik (*1985), lacanovska psihoanalitičarka
- Paul (Pavel) Krajnik (1922—2014), dr. teologije, posvečen v vzhodnem obredu (Argentina, ZDA)
- Pavel Krajnik (1924—2018), rimskokatoliški duhovnik, frančiškan, bibliotekar samostana na Kostanjevici, pisatelj
- Rok Krajnik, veterinar
- Roman Krajnik, športno plezanje: trener, selektor
- Valter Krajnik, gorski kolesar